# René Urzúa
René Urzúa Urzúa (1911-1969) fue un jinete chileno de rodeo, ampliamente reconocido como uno de los mejores deportistas de su época y fue el primer jinete en ganar tres veces el Campeonato Nacional de Rodeo. Siendo el quinto de doce hermanos, nació en Lolol en el seno de una familia colchagüina. Hijo de Nepomuceno Urzúa y Adriana Urzúa. Se tituló de ingeniero agrónomo en la Universidad de Chile y luego se allegó en los campos costinos, para finalmente aquerenciarse  en el fundo San Carlos, entre Nancagua y Chépica.

## Biografía
De niño montaba al famoso potro "Comunista", hijo de "Quebrado". La descendencia de estos potros es de gran importancia en la actualidad.
Sus primeros rodeos los corrió en el verano austral de 1930, cuando había salido del colegio. 
Fue ganador de cientos de rodeos entre Santa Cruz, Chépica, Palmilla, Chimbarongo, Peralillo, San Fernando, Quinta Normal, Rengo, Talca, Nancagua, Quinta de Tilcoco, Pelequén, Curicó, Los Andes, Pelarco.
Participó en el primer campeonato nacional, donde corrió junto a Alberto Ramírez en "Buena Chica" y "Pelagia", empatando con 12 puntos el segundo lugar, junto con los hermanos Santos. En 1951 junto a Belarmino Ormeño quedan terceros en "Chacarerita" y "Volantina". 
En 1952, durante la cuarta versión del campeonato nacional obtuvo su primer título nacional, junto con Francisco Jara y montando a "Jovencita" y "Algún Día" con 14 puntos. En este campeonato, disputado en Chillán, dejó en el segundo puesto a Segundo Zúñiga, considerado en ese entonces el mejor jinete de todos los tiempos.
Al año siguiente, en Curicó, junto a Pedro Lorca en "Secretaria" y "Picantita" y con 16 puntos nuevamente fue el campeón nacional, siendo el primer bicampeón de Chile. Además junto a Nano Ramírez obtuvo el tercer lugar, montando a "Arrocito" y "Cortejador". Como premio se ganó dos juegos de té de plata, que fue entregado por la señorita Iris Benavides.
Su tercer y último título nacional lo alcanzó en 1957 en el campeonato disputado en Curicó, donde corrió junto a un joven Luis Mayol, montando a	"Cuspe" y "Reñoso", con 15 puntos.

### Fallecimiento
Falleció el 7 de febrero de 1969 a los 58 años en Osorno, tras sufrir un tercer infarto, después de participar en un rodeo en Dalcahue, Isla de Chiloé, donde se le hizo un gran homenaje y se le puso su nombre a la medialuna. En Dalcahue había ido a inaugurar la medialuna, corrió y fue jurado en el movimiento de la rienda. Bailó su última cueca en el rodeo de Dalcahue.

## Campeonatos nacionales
| Año  | Collera        | Caballos                   | Puntaje | Asociación  |
| ---- | -------------- | -------------------------- | ------- | ----------- |
| 1952 | Francisco Jara | "Jovencita" y "Algún Día"  | 14      | Chépica     |
| 1953 | Pedro Lorca    | "Secretaria" y "Picantita" | 16      | Chépica     |
| 1957 | Luis Mayol     | "Cuspe" y "Reñoso"         | 15      | Chimbarongo |

### Segundos campeonatos
- 1964: junto con Juan Ormeño, montando a "Follaje" y "Humay" con 13 puntos.

### Terceros campeonatos
- 1949: junto con Alberto Ramírez, montando a "Buena Chica" y "Pelagia" con 12 puntos.
- 1951: junto con Belarmino Ormeño, montando a "Chacarerita" y "Volantina" con 17 puntos.
- 1953: junto con Nano Ramírez, montando a "Arrocito" y "Cortejador" con 9 puntos.